# John Yonge Akerman
John Yonge Akerman FSA (Londres, 12 de junho de 1806 — Abingdon-on-Thames, 18 de novembro de 1873) foi um antiquário inglês, especialista em numismática. Ele também escreveu sob o pseudônimo de Paul Pindar.

## Biografia
No início da vida, Akerman se tornou secretário de William Cobbett; em 1838 para a London and Greenwich Railway Company; e mais tarde para o Lorde Albert Conyngham (depois Lorde Londesborough).
Em janeiro de 1834, Akerman foi eleito membro da Sociedade de Antiquários de Londres. No outono de 1848, tornou-se secretário-adjunto de Henry Ellis e, cinco anos depois, secretário-geral. Ocupou o cargo até 1860, quando a saúde precária obrigou-o a renunciar a ele e à editoria da Archæologia.
Em 1836, numa época em que não havia nenhum periódico inglês do tipo, ele começou, principalmente às suas próprias custas, uma publicação chamada Numismatic Journal, dois volumes dos quais apareceram sob sua editoria. Ele ajudou a formar a Sociedade Numismática de Londres, que realizou sua primeira reunião regular em dezembro de 1836. Akerman foi secretário desta então até 1860, e editor do jornal da sociedade, publicado pela primeira vez em 1838 como Crônica Numismática. A partir de 1869, Akerman morou em Abingdon-on-Thames, onde morreu em 18 de novembro de 1873.

## Publicações
Akerman publicou um número considerável de trabalhos sobre seu tema de interesse, sendo os mais importantes:
- Catalogue of Roman Coins (1839);
- Numismatic Manual (1840);
- Roman Coins relating to Britain (1844);
- Ancient Coins--Hispania, Gallia, Britannia (1846);
- Numismatic Illustrations of the New Testament (1846).

Escreveu também:
- The Adopted Son; A Legend of the Rebellion of Jack Cade (1842) (sob o pseudônimo de "Paul Pindar")
- Glossary of Words used in Wiltshire (1842);
- Wiltshire Tales, illustrative of the Dialect (1853);
- Remains of Pagan Saxondom (1855).